# Ослянка (Могилёвская область)
Ослянка (бел. Аслянка) — деревня в Мстиславском районе Могилёвской области Белоруссии. Входит в состав Сапрыновичского сельсовета.

## География
Деревня находится в северо-восточной части Могилёвской области, в пределах Оршанско-Могилёвской равнины, вблизи государственной границы с Российской Федерацией, на правом берегу реки Ослянки, на расстоянии примерно 6 километров (по прямой) к северо-востоку от Мстиславля, административного центра района. Абсолютная высота — 199 метров над уровнем моря.

## История
В конце XVIII века деревня входила в состав Мстиславского воеводства Великого княжества Литовского. Действовала униатская церковь.
Согласно «Списку населенных мест Могилёвской губернии» 1910 года издания населённый пункт являлся центром Ослянского сельского общества Ослянской волости Мстиславского уезда Могилёвской губернии. В деревне имелось 35 дворов и проживало 218 человек (114 мужчин и 104 женщины).

## Население
По данным переписи 2009 года, в деревне проживало 59 человек.